# Hibbertopterus
L'hibbertottero (Hibbertopterus scouleri) è un euripteride, o scorpione marino, vissuto nel Carbonifero inferiore (circa 320 milioni di anni fa). I suoi resti sono stati rinvenuti in Scozia.

## Tracce fossili
Dotato di cheliceri spinosi e di una lunga coda dal telson acuminato, questo animale aveva il tipico aspetto degli scorpioni marini. Si presume che l'hibbertottero abitasse gli acquitrini, ma che potesse anche vivere sulla terraferma: nel giacimento di East Kirkton è stata ritrovata una traccia fossile di scorpione marino, con tutta probabilità appartenente proprio a Hibbertopterus (i cui resti sono stati trovati in zona). La traccia è lunga circa sei metri e larga un metro, il che suggerisce la presenza di un animale di un metro e sessanta di lunghezza. La stessa traccia è conservata come una controimpronta di arenaria, e mostra quindi i rilievi in negativo. Gli studiosi ritengono inoltre che l'animale che ha lasciato la traccia si stava muovendo in modo estremamente lento.